# Torrijas
Torrijas – gmina w Hiszpanii, w prowincji Teruel, w Aragonii, o powierzchni 57,34 km². W 2011 roku gmina liczyła 57 mieszkańców.